# Cesare Tallone

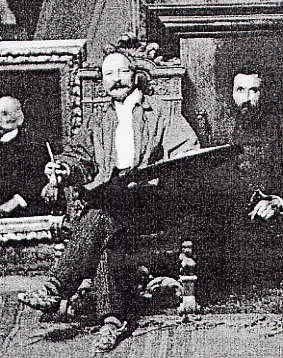
Cesare Tallone in una fotografia del 1900 circa

Cesare Vittore Luigi Tallone (Savona, 11 agosto 1853 – Milano, 21 giugno 1919) è stato un pittore italiano.

## Biografia
Unico figlio maschio dei quattro avuti dalla pianista Teresa Macario e da Pietro Domenico Tallone, originario di Pinerolo, nasce a Savona dove è di servizio il padre, ufficiale dell'esercito piemontese. Nel 1860 la famiglia si sposta a Parma, dove Pietro dirige il Real Collegio militare ma alla sua precoce morte (nel 1863, a soli 47 anni), si trasferisce ad Alessandria, città natale della madre.
Precocemente attratto dalle arti figurative viene ammesso, dodicenne, nella bottega dell’incisore Annibale Motti e due anni dopo, presso la Scuola serale Società Operai Riuniti, in quella del pittore Pietro Sassi, che Cesare accompagna nei lavori di decorazione di ville della riviera ligure; riconosciuto presto il suo talento, viene aiutato dalla Municipalità di Alessandria a frequentare corsi regolari e, grazie all'aiuto dell'industriale Domenico Boratto, nel novembre 1872 viene ammesso all'Accademia di Brera.
Allievo di Raffaele Casnedi, Luigi Riccardi e in particolare di Giuseppe Bertini, ha come compagni di studio Gaetano Previati, Spartaco Vela, i fratelli Bazzaro, Emilio Gola e Giovanni Segantini e, di corso, Achille Peretti; nel 1873 si aggiudica una medaglia d'argento per i progressi registrati durante l'anno scolastico alla Scuola di paesaggio ed entra a far parte della Famiglia artistica, un sodalizio animato da Vespasiano Bignami in cui si ritrovano esponenti della Scapigliatura e del Divisionismo come Tranquillo Cremona, Daniele Ranzoni, Giuseppe Grandi, Pio Sanquirico, Giovanni Segantini, Eugenio Gignous, Emilio Longoni, Angelo Morbelli e Gaetano Previati e che si basa sul confronto aperto tra diversi correnti artistiche, dove professionisti e dilettanti trovano un ambiente ideale per condividere e scambiare esperienze.
Nel 1877 esordisce all'Esposizione annuale di Brera con Parte della sagrestia delle Grazie in Milano, che l'anno successivo ripresenta nella Sala nell’ex palazzo Clerici; nel 1879, anno della conclusione degli studi accademici, viene premiato per Una pia donzella difende dalla rapacità di un godo gli arredi sacri affidati alla sua custodia, dipinto storico affine allo stile e ai precetti del maestro Giuseppe Bertini e primo importante successo mediatico di Tallone, confermato nello stesso anno dalla commissione del Ritratto di Re Umberto.
Negli anni successivi viaggia tra Parigi, Londra, dove viene a contatto con la pittura di Diego Velázquez, Venezia e Roma dove studia l'arte di Tiziano e Tintoretto e dal 1880 frequenta gli esponenti di spicco della scuola meridionale Vincenzo Gemito, Antonio Mancini e Francesco Paolo Michetti, mentre a Milano è ospite dello studio del maestro Francesco Hayez, che nutre grande ammirazione nel giovane pittore e del quale ritrarrà la figliastra Angelina Rossi.
All'Esposizione di Roma del 1883 presenta Ritratto di Luigi Bernasconi e Una Vittoria del Cristianesimo ai tempi di Alarico, acquistato dal principe Marcantonio Borghese e distrutto nel corso della seconda guerra mondiale, che gli vale ulteriore notorietà nell'ambiente artistico; nel contempo, insegna alla Scuola popolare professionale gratuita di Bergamo Alta
Nel 1884 ripropone alla mostra di Brera Ritratto di Luigi Bernasconi e all'Esposizione di Torino La derelitta (Ritratto di giovane signora seduta), altra opera di successo, Ritratto di vecchio, Ritratto del capitan Fondacaro e Pittore in erba. Nello stesso anno, si aggiudica il concorso per la cattedra di pittura all'Accademia Carrara di Bergamo, dove succede a Enrico Scuri; tra gli allievi Pellizza da Volpedo, Edoardo Berta e Clara Muller.
Nel 1886 partecipa alla mostra di Brera con Beone e Ritratto di Cesare Maironi da Ponte, l'anno successivo presenta all'Esposizione Nazionale Artistica di Venezia il Ritratto dell’ingegner Guglielmo Davoglio (futuro marito della sorella Linda Maria, anche lei ritratta lo stesso anno), Beone, Ritratto del colonnello Vittore Tasca e Ritratto del signor Anadone.
Il 18 aprile 1888 sposa la poetessa Eleonora Tango, figlia del nobile napoletano Vincenzo Tango, che gli darà nove figli dei quali Guido, che seguirà le sue orme, il liutaio Cesare Augusto, la pianista Giuditta e l'editore Alberto, cui aggiungere altri due figli avuti ancora studente da Paolina Bellati, fra cui l'architetto Enea.
Nel 1889 partecipa all’Esposizione Universale di Parigi con Il bevitore e ritrae per la prima volta la Regina Margherita, che successivamente gli commissiona altri due dipinti.
Nel 1894 espone alla Triennale di Milano con La massaia, nel 1895 entra a far parte del neonato Circolo Artistico Bergamasco, nel 1897 apre una scuola femminile nella sua residenza di palazzo Suardi, dato che l'accesso delle donne all'Accademia Carrara era interdetto.
Espone alla Biennale di Venezia il Ritratto della bambina Irene Tallone e partecipa all'Esposizione generale italiana di Torino con La pastorella, con soggetto la figlia Teresa.
Nel 1899 viene nominato titolare della cattedra di pittura dell'Accademia di Brera di Milano, in sostituzione del defunto maestro Giuseppe Bertini, ruolo che terrà fino a pochi mesi prima della morte; fra gli alunni il milanese Romano Valori e i futuristi Aroldo Bonzagni, Carlo Carrà, Achille Funi, Antonio Sant'Elia, Umberto Boccioni, Aldo Carpi, Leonardo Dudreville, Arturo Tosi, Anselmo Bucci, Antonio Ambrogio Alciati, Giuseppe Palanti, Alessandro Gallotti, Vittorio Gussoni e Umberto Lilloni.
Nel 1900 partecipa all’Esposizione della pittura lombarda del XIX secolo con Maternità e Ritratto del colonnello Vittore Tasca e all'Esposizione Triennale di Milano, dove viene premiato per il Ritratto del signor Consonni.
Nel 1901 diviene Socio Onorario dell’Accademia, l'anno successivo il Ministero della Pubblica Istruzione lo insignisce del titolo di Cavaliere.
In questo periodo frequenta intellettuali e scrittori, come Ada Negri, Sibilla Aleramo, Margherita Sarfatti, Gabriele D'Annunzio, Filippo Tommaso Marinetti.
Partecipa alla Mostra nazionale di Belle Arti di Milano del 1906 con Ritratto del Signor Castagna, Ritratto della Signora Gritti, Ritratto del Signor Bernasconi e Ritratto della Signora De Amorim.
Nel 1908 si aggiudica il Premio Principe Umberto con Ritratto della Signora Castelli
(Catalogo illustrato dell'Esposizione Nazionale di Belle Arti, 1908)
L'anno successivo partecipa all'Esposizione di Venezia, dove gli viene dedicata un'intera sala, con Ritratto della signora Paolina Nulli, Ritratto di signora, Ritratto del dottor Rocco Gritti, Ritratto della signora de Amorim, Ritratto del Signor Bernasconi e Ritratto dell'avvocato G.B. Alessi.
Nel 1912 presenta all'Esposizione Nazionale di Belle Arti di Milano il Ritratto di Ettore Baldini: con l'approssimarsi della prima guerra mondiale, le precarie condizioni fisiche si assommano al dolore per la partenza per il fronte dei quattro suoi figli maschi e di tanti suoi allievi dell'Accademia, ma prosegue l'attività artistica (Ritratto di Emilia, La figlia Giuditta) fino al marzo 1919, quando l'aggravarsi del suo stato lo costringono a lasciare l'insegnamento.
Muore all'Ospedale Fatebenefratelli di Milano il 21 giugno 1919.
Sono celebrati Funerali di Stato e viene sepolto al Cimitero Monumentale; la casa bergamasca di via Pignolo 76 in cui ha abitato, attuale sede del Museo Bernareggi, espone una lapide in sua memoria.
Nel 1921 viene allestita la personale celebrativa postuma Cesare Tallone presso la Pinacoteca di Brera, cone l'esposizione di 104 tele, allo stesso modo nel 1953 viene celebrato il centenario della sua nascita.
Nel 1995 viene allestita nella ex Chiesa di S. Agostino alla Fara di Bergamo l'esposizione Pittura a Bergamo da Tallone a Loverini.

## Stile
(La collezione d'arte moderna Frugone, Orlando Grosso, Rivista Municipale di Genova, febbraio 1938)
Cresciuto alla scuola di Giuseppe Bertini, che lo istruisce ai canoni artistici tradizionali, se ne distacca definendo precocemente un proprio stile nel quale accoglie sia nuovi precetti contemporanei (l'amicizia con Antonio Mancini ha un'influenza sulla sua attività artistica), che i principi classici, guidato dagli insegnamenti di Francesco Hayez e affascinato dalle opere di Diego Velázquez, che conosce nei musei di Londra, oltre a sviluppare la prerogativa di dipingere con estrema velocità ed espressività.
La prima affermazione di Tallone è comunque legata a un dipinto storico di imponenti dimensioni (3 x 6 metri), Un trionfo del Cristianesimo al tempo di Alarico del 1883, presentato all'Esposizione di Belle Arti in Roma e acquistato dal principe Marcantonio Borghese e che rispecchia pienamente gli insegnamenti del maestro Bertini.
Da questo momento la sua attività sarà principalmente focalizzata sulla ritrattistica a partire dai dipinti su commissione di reali, alta borghesia, artisti in voga, realizzati per ricavarne fama e denaro e delineati da una forte personalità espressiva e introspezione psicologica (Ritratto di Sua Maestà la Regina Margherita, Ritratto di Re Umberto, Ritratto di Maria Gallavresi, Ritratto di Lyda Borelli, Ritratto del signor Bernasconi Luigi, acquistato dal Ministero della Pubblica Istruzione e definito da Primo Levi Opera destinata a fare epoca), da opere dove viene riprodotta con romanticismo l'intimità della sua cerchia familiare (I due cugini, Ritratto di Linda Maria Tallone, Ritratto di Irene Tallone) e da scene di genere (La pastorella, Il beone, La massaia).
Notevole anche la produzione paesaggistica del periodo bergamasco, apprezzata dalla critica per la delicatezza del tratto e dall'artista per la libertà scelta nei temi e la possibilità di sperimentare, derivata dalla frequentazione con Telemaco Signorini e gli altri artisti Macchiaioli che dipingono en plein air in campagna o in marina.
(Emporium, Vespasiano Bignami, Istituto Arti Grafiche Bergamo, 1921, pp. 339)

## Insegnamento
A partire dal 1884, anno in cui viene nominato titolare della Cattedra di Pittura dell'Accademia Carrara, Tallone si immedesima completamente nei suoi ruoli di insegnante ed educatore dedicando tempo e risorse ai suoi allievi, tra i quali Pellizza da Volpedo che definisce la sua scuola bottega rinascimentale e che trae dal maestro i precetti di esecuzione dal vero e con tonalità ampiamente luminose, secondo i canoni della pittura del realismo.
Carlo Carrà, suo allievo dal 1906 all'Accademia di Brera, scrive: 

## Opere principali

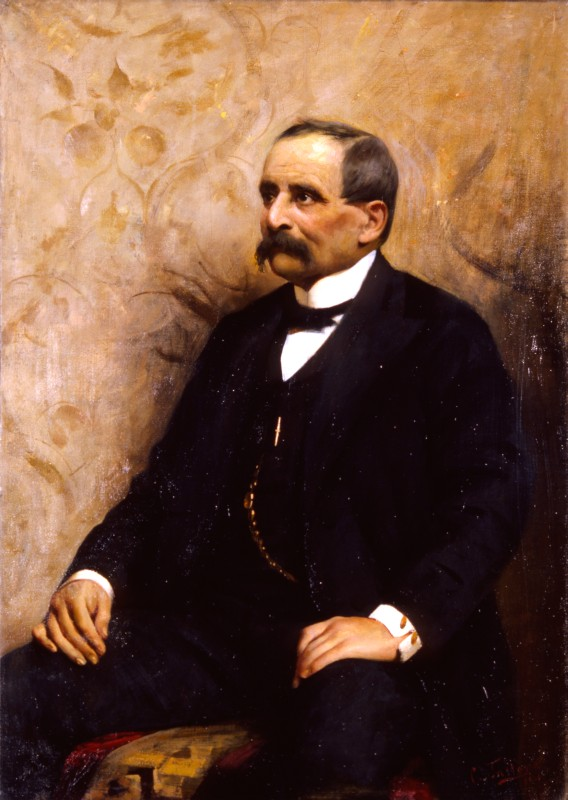
Ritratto del conte Aldo Annoni, 1901 (Fondazione Cariplo)

- Veduta dell’Isola di S. Giulio sul lago d’Orta (1869), olio su tela, collezione privata;
- Ritratto femminile (1876), olio su tela, Pinacoteca di Brera, Milano;
- Ritratto di Giovan Battista Zitti (post 1875-1899), olio su tela, Galleria dell'Accademia Tadini, Lovere[39];
- Una pia donzella difende dalla rapacità di un Godo gli arredi sacri affidati alla sua custodia (1879), olio su tela, Pinacoteca di Brera[7];
- Ritratto di Re Umberto (1879), olio su tela, Conservatorio di Alessandria[40];
- Ritratto del magistrato Vincenzo Tango (1880-1884), olio su tela, Galleria d'arte moderna, Palazzo Pitti, Firenze[41];
- Ritratto di Luigi Bernasconi (1882), olio su tela, Pinacoteca di Brera, Milano[9];
- Ritratto di Emilio Bernasconi (1883), olio su tela, Galleria d'arte moderna Giannoni, Novara;
- Una Vittoria del Cristianesimo ai tempi di Alarico (1883), olio su tela, disperso;
- Foro Romano (post 1883), olio su tela, Galleria dell'Accademia Tadini, Lovere[42];
- Ritratto del signor Anadone (1884), olio su tela, Pinacoteca dell'Accademia Carrara, Bergamo[43];
- Ritratto di Francesco Zambeletti (1884), olio su tela, Pinacoteca di Brera, Milano[44];
- La massaia (post 1884), olio su tela, Galleria d'Arte Moderna di Milano[45];
- Paesaggio con fiori (1885), olio su tela, Pinacoteca dell'Accademia Carrara, Bergamo[46];
- Ritratto di Cesare Maironi da Ponte (1885), olio su tela, Pinacoteca dell'Accademia Carrara, Bergamo[47];
- Marina con scogliera al tramonto (post 1885), olio su tela, Pinacoteca dell'Accademia Carrara, Bergamo[48];
- Ritratto di Giuseppina Tallone Scribante in costume di ciociara (1885-1887), olio su tela, collezione privata[49];
- Ritratto del colonnello Vittore Tasca (1886), olio su tela, Pinacoteca dell'Accademia Carrara, Bergamo[50];
- Ritratto di Francesco Salvi (1886), olio su tela, Pinacoteca dell'Accademia Carrara, Bergamo[51];
- Ritratto di Linda Maria Tallone (1886), olio su tela, collezione privata;
- Il beone (1886), olio su tela, collezione privata;
- Ritratto di Guido Rey (1887), olio su tela, Galleria civica d'arte moderna e contemporanea, Torino[52];
- Ritratto di Maria Gallavresi con la madre (1889), olio su tela, Pinacoteca dell'Accademia Carrara, Bergamo[53];
- Ritratto di Domenico Morandi (post 1889), olio su tela, Raccolte d'arte del Policlinico di Milano[54];
- Ritratto di Sua Maestà la Regina Margherita (1889), olio su tela, Palazzo Chiablese, Torino;
- Bergamo alta (post 1890), olio su tela, Palazzetto medievale, Fondazione Cassa di Risparmio di Tortona[55];
- Stalla pantina (1890), olio su tela, collezione privata[56];
- Ritratto di Angelina Rossi Hayez (post 1890), olio su tela, Raccolte d'arte del Policlinico di Milano[57];
- Ponte di Nossa (1890-1895), olio su tela, Palazzetto medievale, Fondazione Cassa di Risparmio di Tortona[58];
- Ritratto di Francesco Pasini tenore (1890-1899), olio su tela, Museo di Santa Giulia, Brescia[59];
- Ritratto dell’avvocato Tiraboschi (1892), olio su tela, Pinacoteca dell'Accademia Carrara, Bergamo[60];
- La massaia (1894), olio su tela, Galleria d'Arte Moderna di Milano[61];
- Maddalena (1894 ca), olio su tela, Collezione privata;
- Lago dell'Arno (post 1896), olio su tela, Galleria dell'Accademia Tadini, Lovere[62];
- Ritratto di Irene Tallone (Ragazza con rose) (1899), olio su tela, Pinacoteca dell'Accademia Carrara, Bergamo[63];
- Testa di bove (1900), olio su tela, Pinacoteca dell'Accademia Carrara, Bergamo[64];
- Figura di ragazza (1900), olio su tela, Pinacoteca Malaspina, Pavia[65];
- Ritratto del conte Aldo Annoni (1901), olio su tela, Ca' de Sass, Milano[66];
- Ritratto di Giovanni Morandi (1901-1905), olio su tela, Raccolte d'arte del Policlinico di Milano[67];
- Invocazione (1903), olio su tela, collezione privata[68];
- Ritratto del dottor Ghisalberti (1904), olio su tela, Pinacoteca dell'Accademia Carrara, Bergamo[69];
- I due cugini (1905), olio su tela, Galleria d'arte moderna Ricci Oddi, Piacenza[70];
- Ritratto della signora Lina Cavalieri (1905), olio su tela, collezione privata[71];
- Ritratto di Ellade Crespi Colombo (1905-1906), olio su tela, Raccolte d'arte dell'Ospedale Maggiore di Milano[72];
- Ritratto della signora Irma de Amorim, (1906) olio su tela, Museo Raccolte Frugone, Genova[71];
- Ritratto di Lyda Borelli (1911), olio su tela, collezione privata[73];
- Ritratto della contessa Edvige Piccinelli Albini (1911-1912), olio su tela, collezione privata[71];
- Ritratto di Alessandro Pirovano (1911-1912), olio su tela, Pinacoteca di Brera, Milano[74];
- Ritratto di Amalia Pirovano (1911-1912), olio su tela, Pinacoteca di Brera, Milano[75];
- Ritratto di Carlo Brera (1912), olio su tela, Pinacoteca di Brera, Milano[76];
- Ritratto di Ettore Baldini (1912), olio su tela, Pinacoteca di Brera, Milano[77];